# Blues Funeral
Blues Funeral — седьмой сольный альбом американского рок-музыканта Марка Ланегана, изданный в 2012 году. Название переводится как «Похоронный блюз» и является своеобразным кратким описанием стиля альбома.

## История создания
После выхода альбома Bubblegum Ланеган на долгое время оставил сольную карьеру, сосредоточившись на сторонних проектах. Среди этих проектов особо стоит отметить сотрудничество с Изобель Кэмпбелл, вылившееся в три полноценных студийных альбома. Как раз во время гастролей в поддержку третьего альбома Hawk Марк принялся сочинять песни для своей новой самостоятельной работы.
Запись альбома стартовала в начале 2011 года, к ней Ланеган привлёк своих коллег: Грега Дулли, Алена Йоханнеса и Джека Айронса. Звучание альбома схоже с Bubblegum, но при этом демонстрирует значительное развитие. В интервью журналу The Quietus музыкант сказал, что в новом альбоме он использует гораздо больше элементов различной музыки, чем в предыдущих, так что этот альбом — нечто большее, чем записи, сделанные раньше. Среди прочих, Марк отметил влияния альбомов: Miami группы The Gun Club, Closer Joy Division и Country Life Roxy Music.

## Отзывы критиков
Первый сингл с Blues Funeral — «The Gravedigger’s Song» вышел в конце 2011 года, а около месяца спустя вышел и весь альбом. Он получил множество положительных отзывов от профессиональных критиков. Кит Кэмерон из Mojo оценил альбом на 5 звёзд из 5 возможных и назвал его «мгновенной классикой». Том Хьюз из The Guardian описал альбом как «мрачный, блюзовый рок» и отметил «замечательный, гравийный голос Ланегана». Энди Гилл из The Independent заявил, что Blues Funeral «может похвастаться редкой согласованностью между лирическими темами и музыкальными взываниями» и также дал альбома полные 5 звёзд. На сайте Metacritic альбом имеет 75 баллов из 100, отмечая «в целом положительные отзывы».

## Список композиций
| #   | Название                                           | Продолжительность | Автор(ы)     |
| --- | -------------------------------------------------- | ----------------- | ------------ |
| 1.  | The Gravedigger’s Song                             | 3:43              | Марк Ланеган |
| 2.  | Bleeding Muddy Water                               | 6:17              | Ланеган      |
| 3.  | Gray Goes Black                                    | 4:11              | Ланеган      |
| 4.  | St. Louis Elegy                                    | 4:34              | Ланеган      |
| 5.  | Riot in My House                                   | 3:53              | Ланеган      |
| 6.  | Ode to Sad Disco                                   | 6:24              | Ланеган      |
| 7.  | Phantasmagoria Blues                               | 3:16              | Ланеган      |
| 8.  | Quiver Syndrome                                    | 4:03              | Ланеган      |
| 9.  | Harborview Hospital                                | 4:31              | Ланеган      |
| 10. | Leviathan                                          | 4:22              | Ланеган      |
| 11. | Deep Black Vanishing Train                         | 3:06              | Ланеган      |
| 12. | Tiny Grain of Truth                                | 7:07              | Ланеган      |
| 13. | Burning Jacob’s Ladder (только в японском издании) | 3:48              | Ланеган      |

## Участники записи
- Марк Ланеган — вокал
- Ален Йоханнес — гитара, бас-гитара, клавишные, ударные, бэк-вокал
- Джек Айронс — ударные
- Альдо Страйф — клавишные, гитара
- Дэвид Россэр — гитара
- Дюк Гарвуд — гитара
- Дэвид Катчинг — гитара
- Мартин ЛеНобль — бас-гитара

Гости
- Крис Госс — гитара, бэк-вокал
- Грег Дулли — бэк-вокал
- Джош Хомме — гитара
- Шелли Брайн — бэк-вокал